# CineMagic Co.
CineMagic Co. es un estudio de cine pornográfico japonés, reconocido por producir y distribuir sus propias películas, generalmente del género bondage, sadomasoquismo y violación simulada, así como las producidas externamente.

## Información
La empresa CineMagic se fundó el 11 de noviembre de 1983 en Tokio, pasando sus oficinas a estar en el barrio especial de Nakano. A principios de los años 1980, cuando se fundó CineMagic, el VCR sólo tenía una modesta penetración en el mercado japonés y las primeras empresas y actrices del sector audiovisual estaban empezando a aparecer. Una de las primeras estrellas de CineMagic fue la actriz de "grandes pechos" Eri Kikuchi, que debutó oficialmente en el sector audiovisual con el vídeo 00Beautiful D-Cup Girl, Sister L00, publicado por CineMagic en septiembre de 1985.
Los vídeos de CineMagic están disponibles como descargas en línea y vídeos en streaming desde su página web, pero las versiones en DVD se distribuyen a través de Hokuto Corporation a través de su página web DMM.
La empresa perteneció a la Asociación de Contenidos Soft On Demand (CSA) antes de su cierre.

## Sellos
Además de los vídeos producidos bajo el nombre CineMagic, la empresa también utiliza los siguientes sellos:
- Collect (コレクト) – sello con las actrices populares
- Eva
- Gang – vídeos de orgías y de cosplay
- kanjuku (完熟)
- Jyou (縄【ジョウ】) – vídeos de bondage
- Lilies – exclusivamente vídeos lésbicos
- NOIR (ノワール) - especializado en situaciones extremas, amateur, bondage y enemas
- Vixen (ビクセン)

## Actrices
Algunas AV Idols del porno japonés que han actuado para CineMagic Co. han sido:
- Kyōko Aizome
- Minami Aoyama
- Rinako Hirasawa
- Bunko Kanazawa
- Mariko Kawana
- Eri Kikuchi
- Hitomi Kobayashi
- Anna Kuramoto
- Aika Miura
- Nozomi Momoi
- Fuka Sakurai
- Riko Tachibana
- Maki Tomoda
- Aki Tomosaki
- Akira Watase
- Sally Yoshino
- Maria Yumeno